# Filip Varejcka
Filip Varejcka (* 9. Januar 2001 in München) ist ein deutscher Eishockeyspieler, der seit Juli 2025 bei den Straubing Tigers aus der Deutschen Eishockey Liga (DEL) unter Vertrag steht und dort auf der Position des Stürmers spielt. Zuvor war Varejcka bereits für den EHC Red Bull München, mit dem er im Jahr 2023 die Deutsche Meisterschaft gewann, in der DEL aktiv.

## Karriere

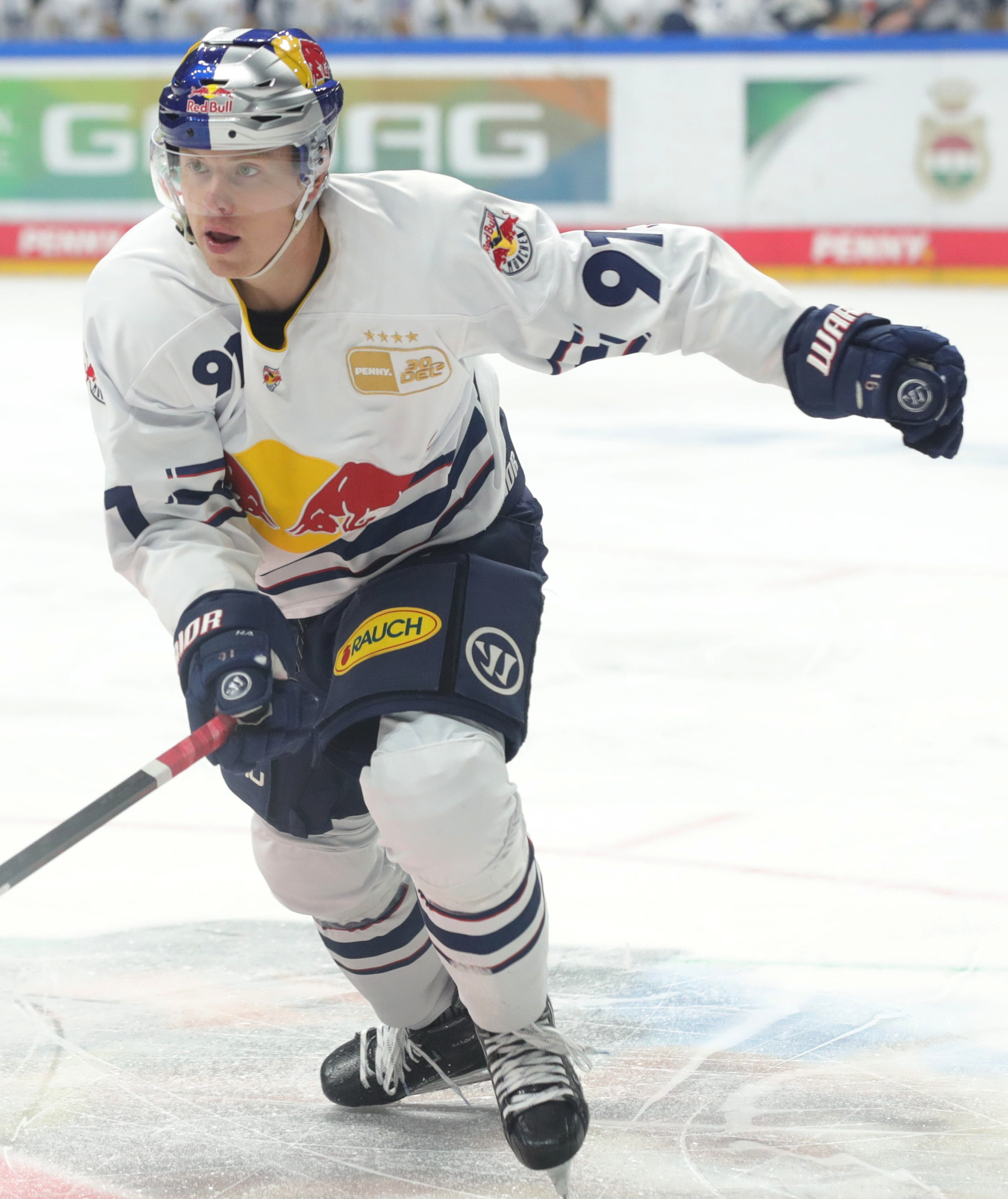
Varejcka im Trikot des EHC Red Bull München (2023)

Varejcka entstammt dem Nachwuchs des EC Bad Tölz. Dort spielte der Stürmer bis zu den U16-Junioren, ehe er im Sommer 2016 an die RB Hockey Akademie des österreichischen Vereins EC Red Bull Salzburg wechselte. In der von der Red Bull GmbH unterstützten Akademie verbrachte Varejcka insgesamt drei Jahre. Mit den Mannschaften der Akademie lief er unter anderem in den Nachwuchsligen des Nachbarlandes Tschechien auf. Die Saison 2018/19 bestritt der Angreifer mit der zweiten Mannschaft des EC Red Bull Salzburg, den RB Hockey Juniors, in der Alps Hockey League. Zudem sicherte er sich mit dem Team die innerhalb der Alps Hockey League ausgetragene österreichische Zweitliga-Meisterschaft. Im folgenden Jahr wiederholte die Nachwuchsmannschaft den Erfolg.
Nachdem der Deutsche auch die Spielzeit 2019/20 in der zweiten Mannschaft begonnen hatte, wurde Varejcka im Verlauf der Saison in den Kader der ersten Mannschaft beordert, die in der Erste Bank Eishockey Liga (EBEL) spielte. Für die Salzburger kam er dort zu 26 Einsätzen. Zusätzlich stand der Offensivspieler auf Leihbasis in drei Partien für den Kooperationspartner EHC Red Bull München in der Deutschen Eishockey Liga (DEL) auf dem Eis. Die durch die COVID-19-Pandemie geprägte und später abgebrochene Saison 2020/21 verbrachte Varejcka komplett bei Red Bull Salzburg in der nun als ICE Hockey League firmierenden Spielklasse. Die Münchener sicherten sich schließlich zur Spielzeit 2021/22 die Dienste des Stürmers, der auf Anhieb zum Stammspieler avancierte. Mit dem EHC Red Bull München wurde das Talent in dieser Saison Vizemeister, ehe im Frühjahr 2023 der erstmalige Gewinn der  Deutschen Meisterschaft folgte. Nach insgesamt vier Jahren in München entschied sich Varejcka im Sommer 2025 zu einem Wechsel zum Ligakonkurrenten Straubing Tigers.

### International

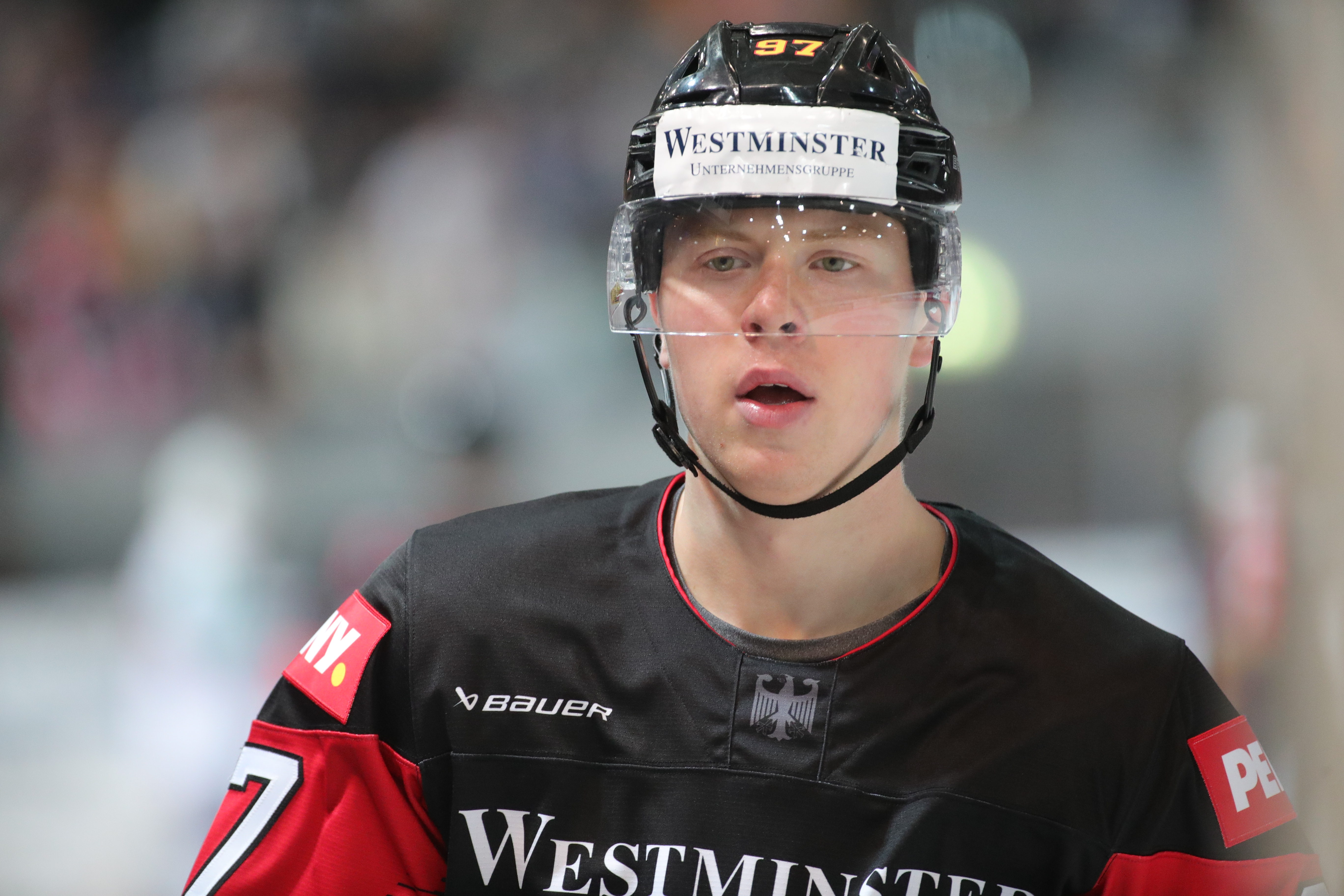
Varejcka als Spieler der deutschen Nationalmannschaft (2023)

Auf internationaler Ebene kam Varejcka bereits ab der Spielzeit 2016/17 für die Juniorennationalmannschaften des Deutschen Eishockey-Bundes zu Einsätzen. Sein einziges internationales Turnier im Juniorenbereich bestritt der Stürmer mit der U18-Junioren-Weltmeisterschaft der Division IA 2019, als der deutschen U18-Nationalmannschaft der Wiederaufstieg in die Top-Division gelang. Mit sechs Turniertreffern und insgesamt acht Scorerpunkten in fünf Spielen hatte er als bester Torschütze des Wettbewerbs maßgeblichen Anteil am Erfolg.
Sein Debüt in der A-Nationalmannschaft gab Varejcka in der Vorbereitung auf die Weltmeisterschaft 2023, an der er schließlich auch teilnahm. Im Rahmen der Welttitelkämpfe errangen die Deutschen die Silbermedaille. In sieben Turnierspielen blieb er dabei punktlos. Des Weiteren kam der Angreifer beim Deutschland Cup 2023 zum Einsatz.

## Erfolge und Auszeichnungen
| - 2019 Österreichischer Zweitliga-Meister mit den RB Hockey Juniors - 2020 Österreichischer Zweitliga-Meister mit den RB Hockey Juniors - 2022 Deutscher Vizemeister mit dem EHC Red Bull München | - 2023 Deutscher Meister mit dem EHC Red Bull München - 2023 Bester Torschütze der DEL-Playoffs (gemeinsam mit Yasin Ehliz) |

### International
- 2019 Aufstieg in die Top-Division bei der U18-Junioren-Weltmeisterschaft der Division IA
- 2019 Bester Torschütze der U18-Junioren-Weltmeisterschaft der Division IA
- 2023 Silbermedaille bei der Weltmeisterschaft

## Karrierestatistik
Stand: Ende der Saison 2024/25

### International
Vertrat Deutschland bei:
- U18-Junioren-Weltmeisterschaft der Division IA 2019
- Weltmeisterschaft 2023

(Legende zur Spielerstatistik: Sp oder GP = absolvierte Spiele; T oder G = erzielte Tore; V oder A = erzielte Assists; Pkt oder Pts = erzielte Scorerpunkte; SM oder PIM = erhaltene Strafminuten; +/− = Plus/Minus-Bilanz; PP = erzielte Überzahltore; SH = erzielte Unterzahltore; GW = erzielte Siegtore; 1 Play-downs/Relegation; Kursiv: Statistik nicht vollständig)